# برونو تشيرو
برونو تشيرو (10 مايو 1978

 في سوريسن) (بالفرنسية: Bruno Cheyrou)‏ لاعب كرة قدم فرنسي يلعب حاليا في نادي الدرجة الأولى رين الفرنسي منذ 2006 في مركز الوسط المدافع .
لعب في أندية ليل (1998-2002) ليفربول الإنجليزي (2002-2006) مرسيليا بالإعارة (2004-2005) بوردو بالإعارة (2005-2006) .
ساهم في تتويج نادي ليل ببطولة دوري الدرجة الثانية موسم 1999/2000 .
شارك تشيرو مع منتخب فرنسا في 3 مباريات دولية من دون أن ينجح في تسجيل أي هدف في الفترة من 2002 إلى 2004 . كانت أول مباراة دولية في مواجهة منتخب تونس في 21 أغسطس 2002 .

## الحياة الشخصية
شقيق برونو الأصغر بينوا يلعب في نادي مرسيليا . لدى برونو وزوجته كونستانس ابن اسمه نينو ولد في 23 يناير 2007 .

## روابط خارجية
- برونو تشيرو على موقع الاتحاد الأوربي (الإنجليزية)
- برونو تشيرو على موقع قاعدة بيانات كرة القدم.إي يو (الإنجليزية)
- برونو تشيرو على موقع ليكيب (الفرنسية)
- برونو تشيرو على موقع ناشيونال فوتبول تيمز (الإنجليزية)
- برونو تشيرو على موقع Soccerbase.com (لاعب) (الإنجليزية)
- برونو تشيرو على موقع Soccerway.com (الإنجليزية)
- برونو تشيرو على موقع عالم كرة القدم.نت (الإنجليزية)
- برونو تشيرو على موقع كووورة